# Catedral de Bourges
La catedral de Sant Esteve de Bourges a la Regió Centre de França va ser construïda entre la fi del segle xii i la fi del segle xiii. És la seu de la diòcesi de Bourges i considerada una de les joies de l'art gòtic francès.
El seu disseny únic, el timpà, les escultures i els vitralls són particularment destacables. Admirable per les proporcions i la unitat de la concepció, testimonia, més enllà de la bellesa arquitectural, la potència del cristianisme a la França medieval. Molt de temps ignorada, es distingeix de totes les altres catedrals sense tenir res a envejar al prestigi de la Reims, de la Chartres o de la Notre-Dame de París.
Va ser consagrada el 13 de maig de 1324. Com totes les esglésies construïdes abans de la separació de l'Església i de l'Estat, pertany ara a l'Estat francès. Ha estat classificada monument històric des de 1862.
La catedral va ser inscrita el desembre de 1992 a la llista del patrimoni de la Humanitat de la UNESCO.

## Història
El 1195, Enric de Sully, arquebisbe de Bourges, germà d'Eudes de Sully, bisbe de París va fer una donació al capítol de la catedral de Bourges.
Aquesta donació serà el punt de sortida de la construcció d'una nova catedral, destinada a reemplaçar l'antiga catedral romànica massa petita. Datava dels segles xi i xii i no se'n coneix gran cosa. Se sap només que hi havia hagut sobre l'indret un centre de culte cristià des del segle iii, en aquell temps on la ciutat romana d'Avaricum protegia la primera comunitat cristiana de la Gàl·lia. Quatre edificis es van succeir sobre el lloc de l'actual catedral: una cripta monumental dedicada a Sant Ursin al segle iii, una altra a Sant Palau, arquebisbe del segle iv, i a Raul de Turenne, arquebisbe del segle ix. Gozlin, arquebisbe de sang reial - era el germà de Robert el Pietós -, va ser el constructor de la primera catedral romànica, a començaments del segle xi.

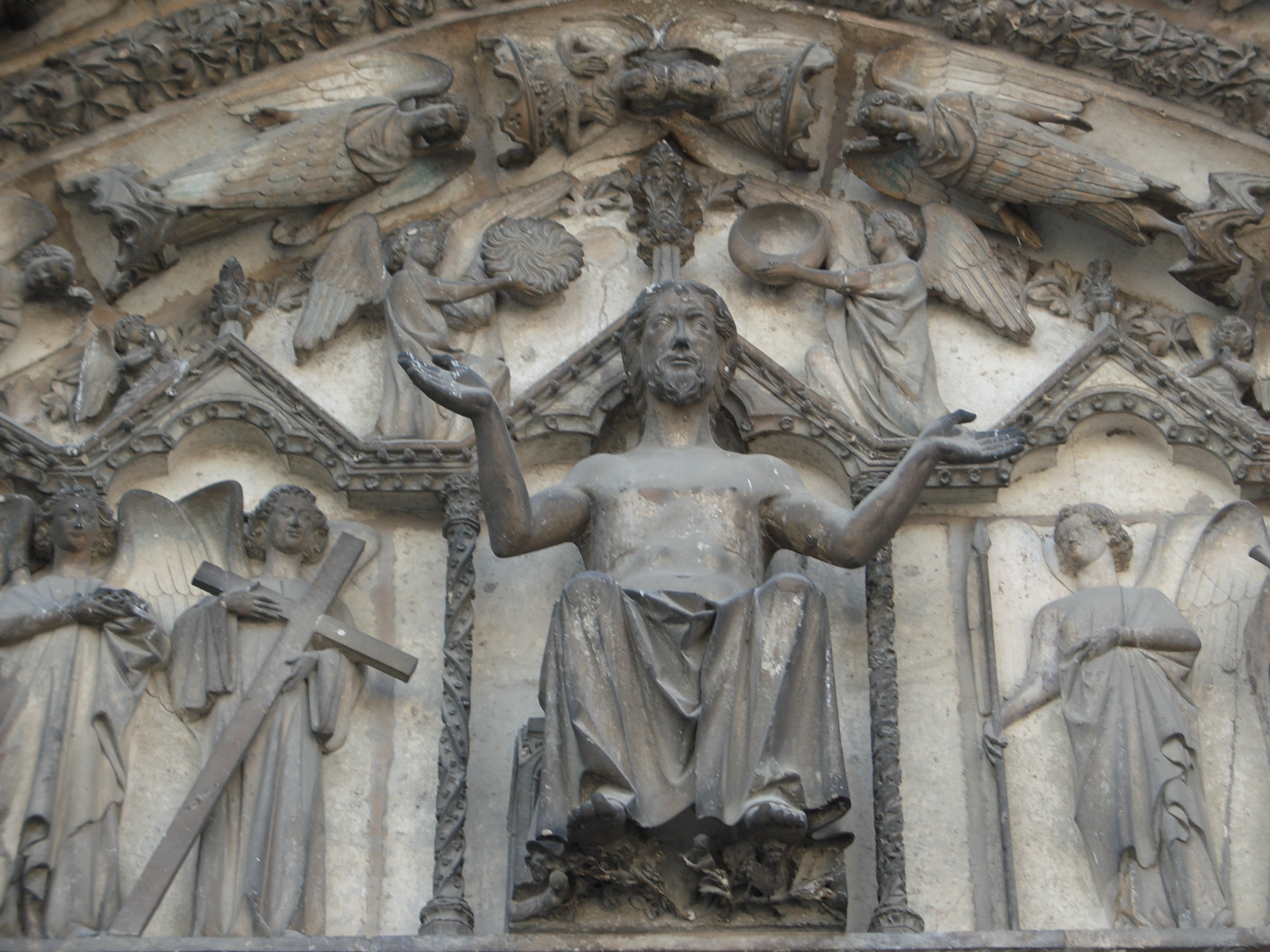
Detall portalada

Bourges, ciutat reial des de 1100, era situada en aquell temps al límit sud del domini reial, a algunes llegües d'Aquitània, possessió anglesa. L'arquebisbe de Bourges tenia d'altra banda el títol de «primat d'Aquitània» i la seva autoritat, sovint discutida, s'estenia fins a Bordeus.
Aquesta nova catedral és el primer edifici gòtic construït al sud del Loira, i era d'una gran importància tant per al prestigi del rei de França, com per la de l'arquebisbe. Insignia del domini dels capets al migdia de França, la catedral Sant Esteve de Bourges havia de ser única en la seva concepció. Va ser doncs decidit de realitzar un edifici de gran envergadura, comparable a Notre-Dame de París, i d'innovar.

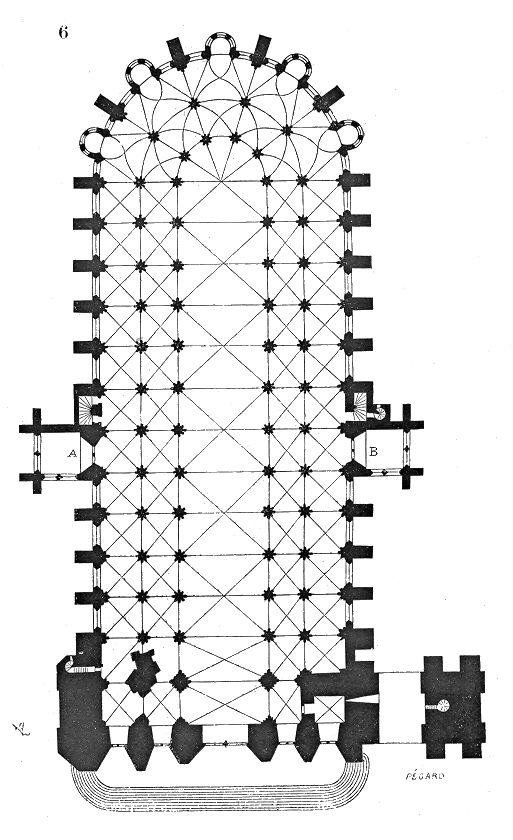
Plànol de la catedral

Calia però construir-la més enllà de les velles muralles en les quals s'havia recolzat l'antiga ciutat romànica i desbordar-se als fossats. La diferència de nivell requeria la construcció d'una socolada que anticipa exactament el plànol de la capçalera. És l'església baixa que s'anomena equivocadament la cripta.
La construcció va ser empresa des de 1195, i el 1214 prop de la meitat de l'edifici - una mica més del cor actual - estava acabada.
El disseny de la nova catedral és senzill, però harmoniós. Es tracta d'una forma de basílica amb capelles que envolten la nau. El que fa del nou edifici destacable, són la perspectiva dels murs laterals i la unitat de l'espai interior. A la sortida, l'arquebisbe Enric de Sully, sembla haver-se inspirat en el plànol de Notre-Dame de París. Però, mor el 1199. El seu successor l'arquebisbe Guillem de Dangeon, antic abat cistercenc, s'implica de forma important en el desenvolupament del taller i en la definició del programa iconogràfic. La defunció de Guillem el 1209, seguit de la seva canonització, arrossega una afluència de donacions per part dels fidels i dels pelegrins.

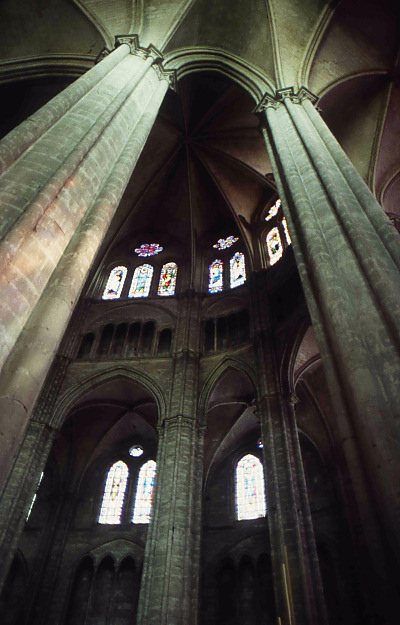
Detall de l'interior

Després d'una interrupció d'una desena d'anys, la segona campanya de construcció - finalització de la nau i de la façana occidental - comença el 1225 i prosseguirà fins a 1230 que es dona per acabada l'obra.
Més endavant, els treballs de la façana van ser efectuats al ralentí. El 1313, va caldre apuntalar la torre sud, en la qual hi havien aparegut fissures, implantant un enorme «pilar botant». Mai no ha estat possible, basant-se en aquesta fragilitat, d'implantar-hi campanes, d'aquí el seu nom de «torre sorda». Es van intentar altres treballs com la consolidació de la façana o la torre nord, encara inacabada en el moment de la consagració el 13 de maig de 1324.
Els arquitectes que continuaren la construcció se'n desconeix el nom però van saber preservar la coherència i la simplicitat aparent del projecte, amb l'absència de creuer i contribuint a l'efecte d'unitat de l'espai.
Quan es va voler acabar la torre nord, al final del segle xv, aquesta es va desplomar, el 1506, i en va ser reconstruïda una altra en harmonia amb la façana gòtica encara que impliqués certs elements decoratius renaixentistes. Se l'ha anomenat la «torre de la mantega», perquè va ser en part finançada per les sumes versades pels fidels i que els van valer de ser dispensats de dejuni durant la quaresma.
En el moment de les guerres de la religió, el 1562, Bourges va ser presa pels protestants i les escultures de la catedral van ser greument malmeses.

## L'exterior

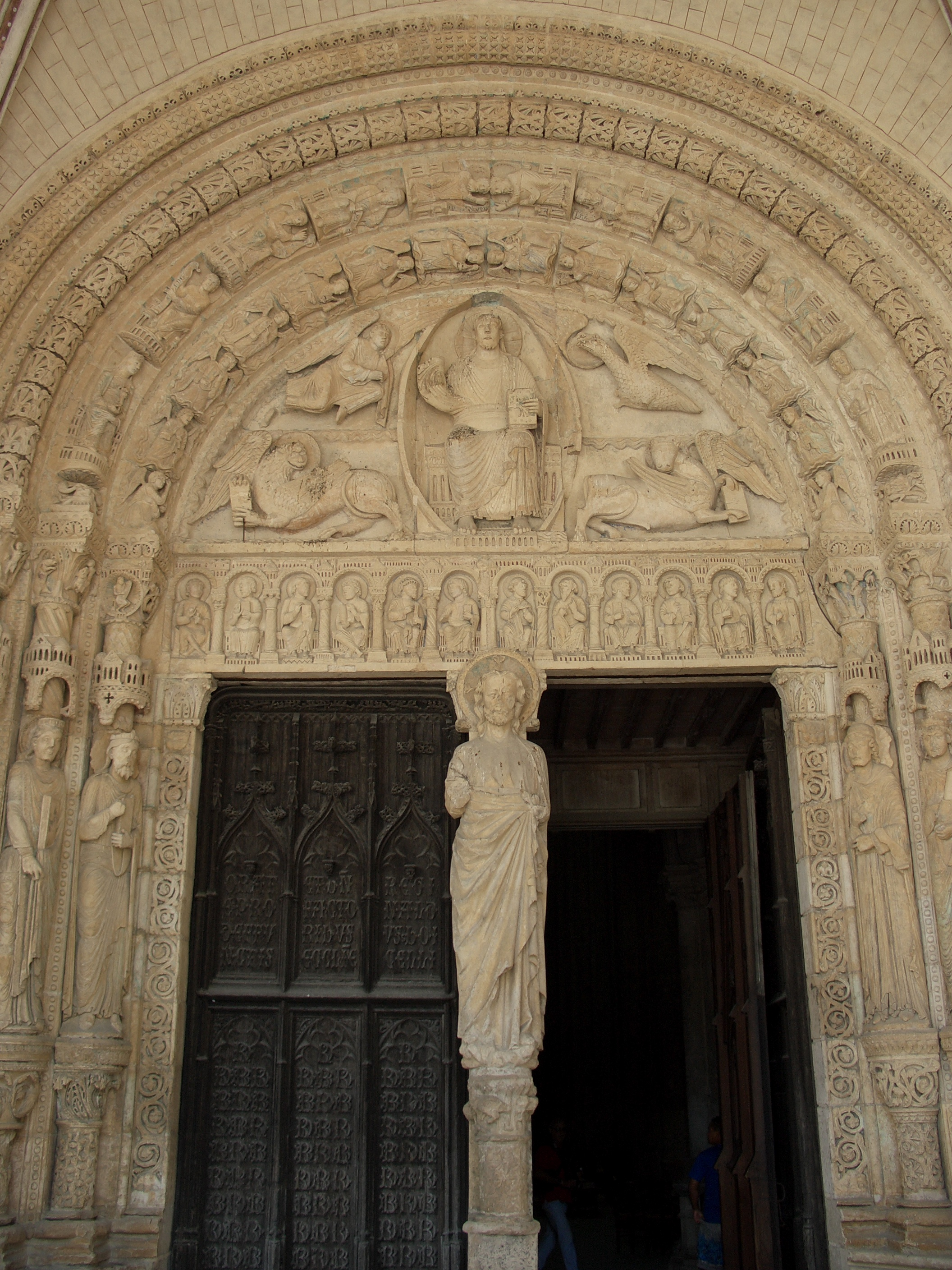
Una de les portalades

La cara occidental és la més ampla dels edificis gòtics de França (més de 41 m), amb cinc portades, totes de doble porta, corresponent exactament a les cinc naus, de les quals les escultures són particularment magnífiques. La portada central ofereix la destacada escena del judici final.
Des d'un punt de vista arquitectural, Bourges ha tingut una influència sobre altres catedrals europees: La catedral de la Notre-Dame de París (construïda anteriorment, però l'encorbament de la nau serà realitzada després de l'èxit d'una innovació tècnica de Bourges : l'arcbotant), Le Mans, Coutances i, a la península Ibèrica, Toledo, però sobretot, catedral de Burgos. Aquests arcbotants són extraordinàriament inclinats pel gran desnivell existent entre l'altura de la nau major i els laterals.
També destaca l'extremadament complex rellotge astronòmic, dissenyat el 1424 per l'astrònom Jean Fusoris i decorat per Jean Grangier.

## Interior

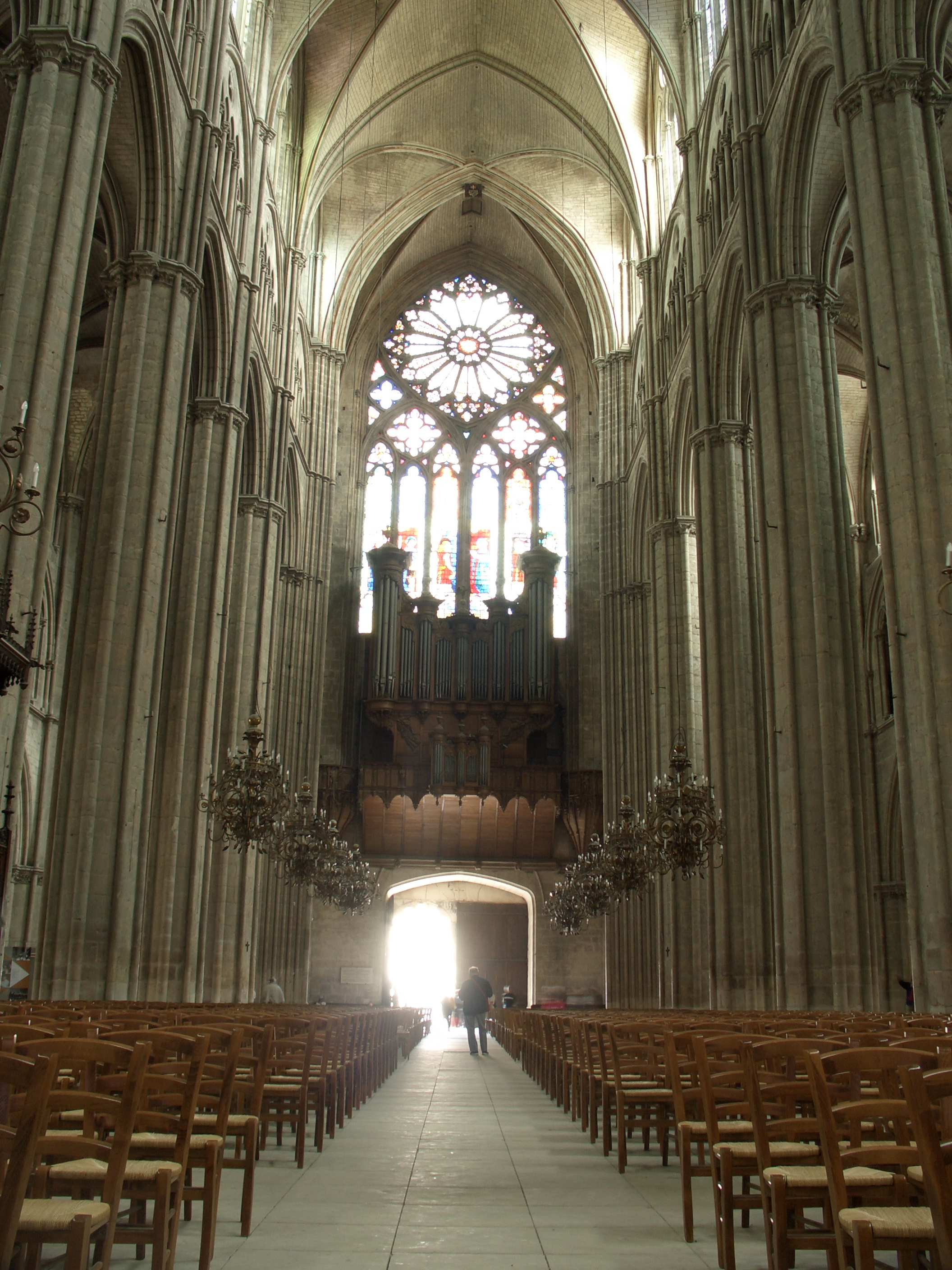
La nau central amb l'orgue al fons

Amb cinc naus, 124 m de llarg, 41 d'ample i 37 d'altura, dimensions impressionants per aquesta època
La catedral de Bourges sorprèn tant per l'absència de creuer com pel seu doble lateral. Aquesta particularitat ofereix una perspectiva longitudinal continua que en les altres construccions trenca el tall tradicional d'un creuer. El tall transversal ofereix un perfil piramidal. Aquesta disposició original descobreix un volum interior unificat.

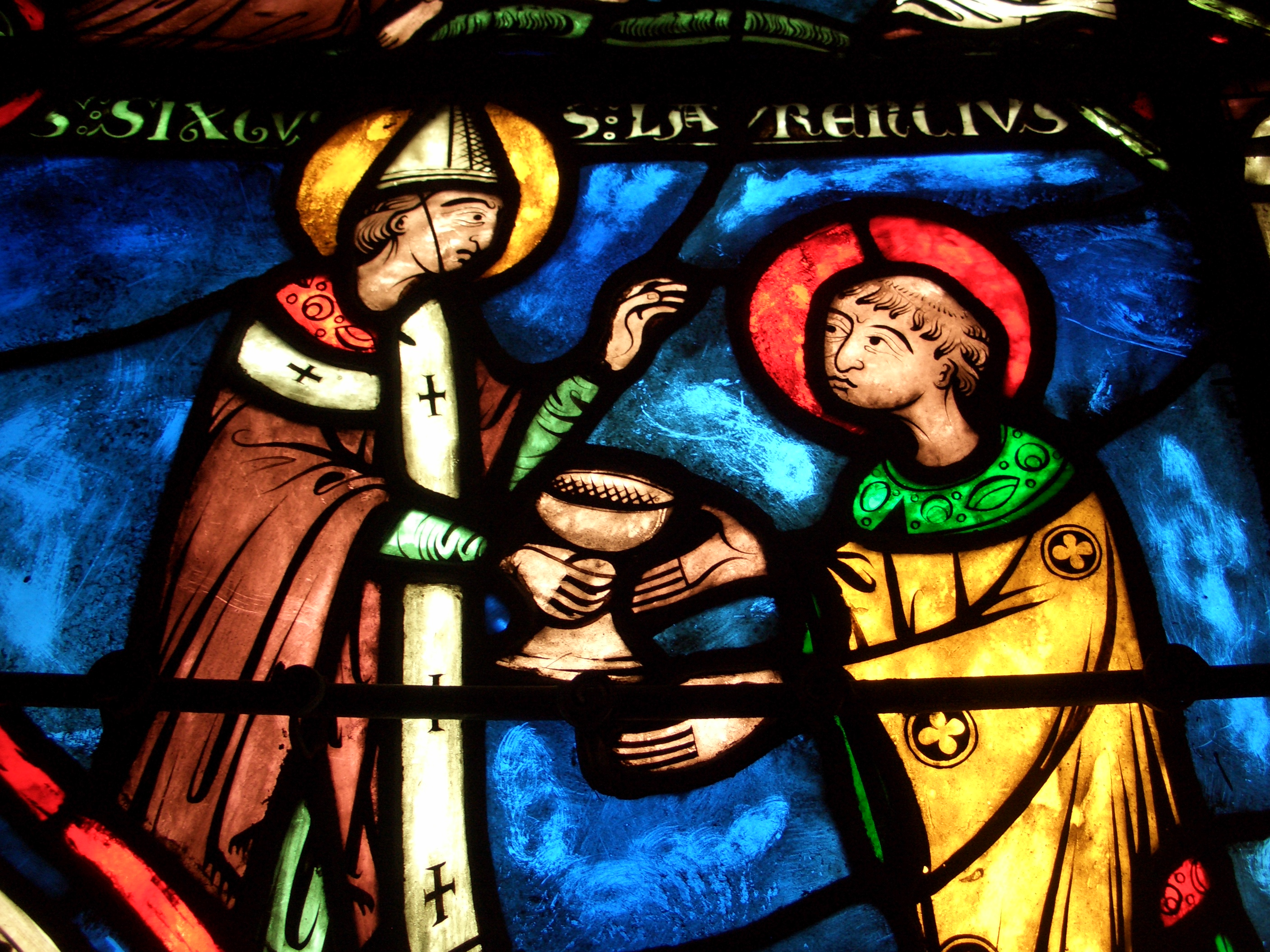
Detall d'un vitrall

### Vitralls
Un conjunt immens de vitralls, de "llibres de llum", il·lustren l'ensenyament de l'església, la vida dels sants i dels màrtirs, les corporacions d'oficis. La majoria de vitralls són del segle xiii. Al segle xvi es van afegir noves vidrieres, realitzats per l'artista de Bourges Jean Lecuyer. Les capelles laterals dels segles xv al xvii, estan decorades amb vidrieres subvencionades per les famílies dels notables de Bourges: Tullier, J Cor, Montigny.
El conjunt de vitralls és força important i es troba en un relatiu bon estat de conservació, malgrat haver sofert restauracions en els darrers segles que han afectat l'obra original. Els vitralls s'estenen en diversos espais de la catedral, però segurament el conjunt més important és el que es troba als finestrals del deambulatori, tant per la qualitat, el bon estat de conservació i la facilitat de lectura degut a la proximitat.
Aquest conjunt de vitralls està format per vint-i-dues peces distribuïdes en 10 finestrals que s'obren directament en el mur del deambulatori i la resta en les absidioles radials, tres a cada una d'elles, tenint en compte que la capella central va perdre els vitralls originals.

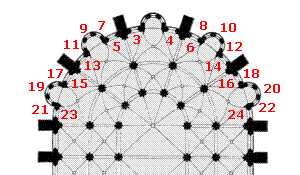
Localització dels vitralls, segons la numeració del Corpus vitrearum: La seva iconografia és la següent (numeració del Corpus vitrearum):
3 – La Nova Aliança
4 – El Judici Final
5 – Paràbola del fill retrobat (Lc 15:11)
6 – La Passió
7 – Vida de sant Martí
8 – Vida de sant Llorenç
9 – Vida de sant Pere i sant Pau
10 – Vida de sant Esteve
11 – Vida de sant Dionís de París
12 – Vida de Sant Vicenç
13 – Paràbola del bon samarità (Lc 10:30)
14 – L'Apocalipsi
15 – La invenció de les relíquies de sant Esteve
16 – Vida de sant Tomàs apòstol
17 – Vida de la Magdalena
18 – Vida de sant Jaume el Major
19 – Vida de sant Nicolau
20 – Vida de sant Joan Baptista
21 – Vida de Maria Egipcíaca
22 – Vida de sant Joan Evangelista
23 – Paràbola del ric i el pobre Llàtzer
24 – Vida del patriarca Josep

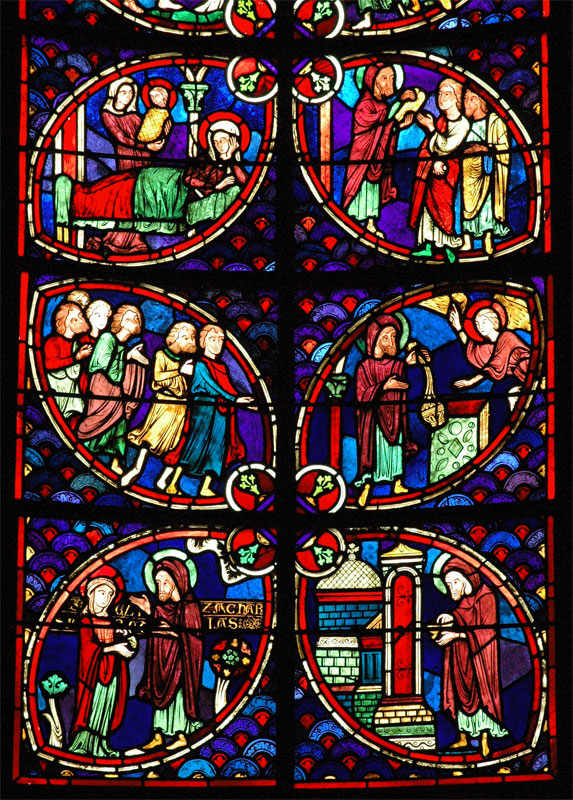
Vitrall de Sant Joan Baptista

La cripta va ser construïda a finals del segle xii. Allotja l'estàtua de marbre blanc del duc de Berry, que és l'únic vestigi d'un grandiós mausoleu. També destaca el fris de la jubé i la Inhumació. També s'han descobert interessants pintures murals gòtiques, bàsicament del segle xv.

### L'orgue
A començaments del segle xv, es fa menció d'un orgue a la catedral, que es reemplaça per un altre instrument el 1487. Un altre petit orgue és instal·lat a la portada nord en una arcuació del trifori. El 1506, hi ha doncs 2 orgues, el gran i el petit. El dia de Pentecosta de 1599, el foc devasta la carcassa dels laterals i el petit d'ells.
El juliol de 1598, el fuster Jean Pinardeau s'ocupa de la bonica i original tribuna que avui dia coneixem i després afegeix les dues torretes per aguantar els tubs de pedal de 32 peus. La recepció d'aquest orgue va tenir lloc el 18 de gener de 1599.

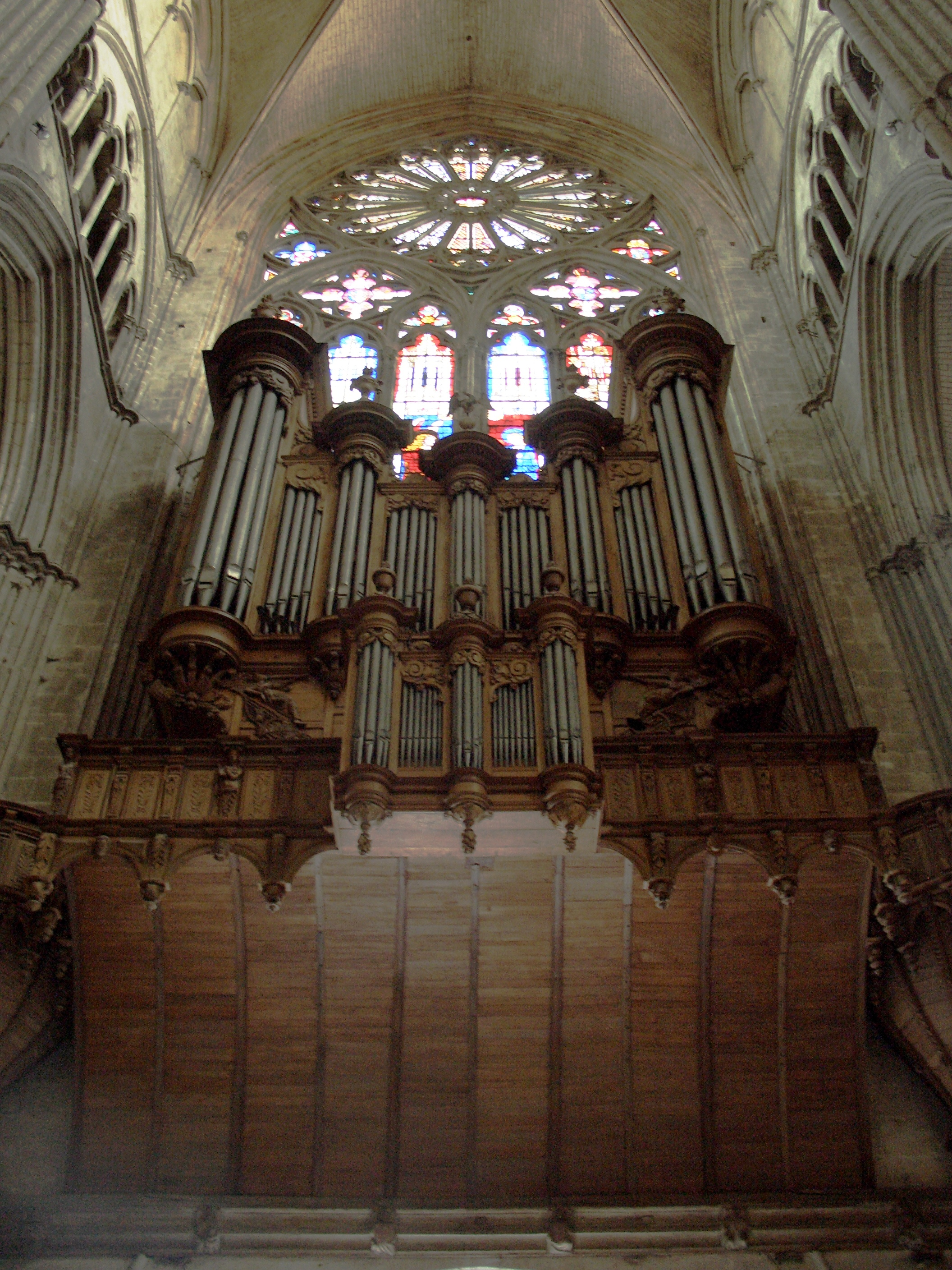
L'orgue

Durant la Revolució, el bisbe proposa utilitzar l'orgue per realçar les cerimònies cíviques, aconseguint salvar-lo de la destrucció.
Entre el 1818 i 1821 es porten a terme treballs de restauració.
El 18 de desembre de 1855 es va rebre un orgue de cor construït per la Casa Ducroquet, que va ser inaugurat el 30 d'octubre de 1860 per l'organista de la catedral Jules Boissier-Duran.
El 1924, Joseph Rickenbach hi instal·la una tracció electroneumàtica i afegeix 17 registres nous.
El 1985 se signa un contracte amb la Casa Alfred Kern & Fils per a la restauració de l'orgue junt amb Pierre Lebouteux, arquitecte de monuments històrics. L'objectiu era tornar a l'instrument el seu caràcter històric. Daniel Kern va dirigir l'empresa i va tornar a la concepció inicial dels factors Joly-Cauchois per al Gran Orgue. El tercer teclat recitatiu va reprendre els jocs de Dallery. La consola va ser instal·lada en finestra. El terç de la canonada data del segle xvii, el quart teclat d'eco és nou. L'aparador va ser restaurat en el seu color d'origen.
El nou instrument va ser inaugurat el diumenge 18 de maig de 1986.